# ASAHI SUPER DRY LIVE POP HAWKS
ASAHI SUPER DRY LIVE POP HAWKS（アサヒスーパードライライブポップホークス）は、2010年から2013年まで毎年開催されていた日本プロ野球界初となるミニライブイベント。アサヒビール株式会社が協賛している。

## 概要
福岡県福岡市の福岡 ヤフオク!ドームで開催されるプロ野球・福岡ソフトバンクホークス主催の公式戦のうち、アサヒビールが協賛する数試合「アサヒスーパードライスペシャル」（主に開幕シリーズ・どんたくシリーズ・山笠シリーズ）の試合開始前に開催されていた。
2010年に、毎年恒例で行われるアサヒビールの協賛試合「アサヒスーパードライスペシャル」開催15周年を記念して初開催され、以後2013年まで毎年実施されていた。「アサヒビールグループコープレートブランドステートメントである『その感動を、わかちあう。』をキーワードに、ご来場頂いた皆様と、野球はもちろんのこと、音楽を通じ、“感動”をわかちあいます。」をモットーとし、試合開始前に各試合1～3組のアーティストが出演しミニライブを行った。
テーマソング、ジングルなどは、出演アーティスト等から書き下ろしで提供されていた。

## 出演者・テーマソング・ジングル
| 年     | 日程    | 対戦球団   | 出演アーティスト                   | テーマソング                                       | ジングル     | ナビゲーター       |
| ------ | ------- | ---------- | ---------------------------------- | -------------------------------------------------- | ------------ | ------------------ |
| 2010年 | 3月26日 | オリックス | 渡辺美里（国歌独唱含）             | 渡辺美里 「ぼくらのアーチ」 （インスパイアソング） | -            | -                  |
| 2010年 | 3月27日 | オリックス | ET-KING                            | 渡辺美里 「ぼくらのアーチ」 （インスパイアソング） | -            | -                  |
| 2010年 | 3月28日 | オリックス | May J.                             | 渡辺美里 「ぼくらのアーチ」 （インスパイアソング） | -            | -                  |
| 2010年 | 5月1日  | ロッテ     | ナオト・インティライミ             | 渡辺美里 「ぼくらのアーチ」 （インスパイアソング） | -            | -                  |
| 2010年 | 5月2日  | ロッテ     | ONE☆DRAFT                          | 渡辺美里 「ぼくらのアーチ」 （インスパイアソング） | -            | -                  |
| 2010年 | 7月10日 | ロッテ     | Chicago Poodle                     | ナオト・インティライミ 「WA WA WA」                | -            | -                  |
| 2010年 | 7月11日 | ロッテ     | Rake                               | ナオト・インティライミ 「WA WA WA」                | -            | -                  |
| 2011年 | 5月3日  | 楽天       | さかいゆう 杏子 fumika（国歌独唱） | ONE☆DRAFT 「まだ止まれない」                       | さかいゆう   | 西田新 （FM802）   |
| 2011年 | 5月4日  | 楽天       | ONE☆DRAFT                          | ONE☆DRAFT 「まだ止まれない」                       | さかいゆう   | 西田新 （FM802）   |
| 2011年 | 5月10日 | オリックス | MAY'S 斉藤由貴（国歌独唱）         | DEEP 「LINKS!!」                                   | さかいゆう   | 西田新 （FM802）   |
| 2011年 | 5月11日 | オリックス | TEE                                | DEEP 「LINKS!!」                                   | さかいゆう   | 西田新 （FM802）   |
| 2011年 | 5月12日 | オリックス | DEEP                               | DEEP 「LINKS!!」                                   | さかいゆう   | 西田新 （FM802）   |
| 2011年 | 7月9日  | ロッテ     | Hilcrhyme                          | Rake 「Drive on」                                  | さかいゆう   | 西田新 （FM802）   |
| 2011年 | 7月10日 | ロッテ     | Rake 7!! 松本素生（国歌独唱）      | Rake 「Drive on」                                  | さかいゆう   | 西田新 （FM802）   |
| 2012年 | 3月30日 | オリックス | 植村花菜（国歌独唱含）             | 7!! 「虹色」                                       | 元気ロケッツ | ヒロ寺平 （FM802） |
| 2012年 | 3月31日 | オリックス | JAMOSA                             | 7!! 「虹色」                                       | 元気ロケッツ | ヒロ寺平 （FM802） |
| 2012年 | 4月1日  | オリックス | 土岐麻子                           | 7!! 「虹色」                                       | 元気ロケッツ | ヒロ寺平 （FM802） |
| 2012年 | 5月5日  | 楽天       | 高橋優                             | 7!! 「虹色」                                       | 元気ロケッツ | ヒロ寺平 （FM802） |
| 2012年 | 5月6日  | 楽天       | 渡辺美里                           | 7!! 「虹色」                                       | 元気ロケッツ | ヒロ寺平 （FM802） |
| 2012年 | 6月23日 | 日本ハム   | 鈴木雅之                           | 7!! 「虹色」                                       | 元気ロケッツ | ヒロ寺平 （FM802） |
| 2012年 | 6月24日 | 日本ハム   | TEE                                | 7!! 「虹色」                                       | 元気ロケッツ | ヒロ寺平 （FM802） |
| 2013年 | 3月30日 | 楽天       | スガシカオ                         | 近藤晃央 「ハッピーエンドワールドエンド」          | 近藤晃央     | 長谷川真弓         |
| 2013年 | 3月31日 | 楽天       | 華原朋美                           | 近藤晃央 「ハッピーエンドワールドエンド」          | 近藤晃央     | 長谷川真弓         |
| 2013年 | 5月3日  | 西武       | 近藤晃央                           | 近藤晃央 「ハッピーエンドワールドエンド」          | 近藤晃央     | 長谷川真弓         |
| 2013年 | 5月4日  | ロッテ     | 遊助                               | 近藤晃央 「ハッピーエンドワールドエンド」          | 近藤晃央     | 長谷川真弓         |
| 2013年 | 5月5日  | ロッテ     | Rake                               | 近藤晃央 「ハッピーエンドワールドエンド」          | 近藤晃央     | 長谷川真弓         |
| 2013年 | 5月6日  | ロッテ     | 星屑スキャット                     | 近藤晃央 「ハッピーエンドワールドエンド」          | 近藤晃央     | 長谷川真弓         |